# Kirby Puckett
Kirby Puckett (Chicago, 14 de março de 1960 - Phoenix, 6 de março de 2006) foi um jogador profissional de beisebol norte-americano.

## Carreira
Kirby Puckett foi campeão da World Series 1991 jogando pelo Minnesota Twins. Na série de partidas decisiva, sua equipe venceu o Atlanta Braves por 4 jogos a 3.